# Сборная Катара по футболу
Сбо́рная Ка́тара по футбо́лу — национальная сборная, представляющая Катар на международной футбольной арене. Контроль над сборной осуществляет Футбольная ассоциация Катара. Двукратный обладатель Кубка Азии (2019, 2023).

## История
До 2022 года сборная Катара ни разу не отбиралась в финальную часть чемпионатов мира, однако в 2022 году квалифицировалась как организатор. Тем не менее, катарцы дважды участвовали в олимпийском футбольном турнире — в 1984 и 1992 годах. На Играх 1992 года команда Катара пробилась в четвертьфинал, и на протяжении долгого времени этот результат являлся самым большим успехом в истории футбола этой страны.
На 15-х Азиатских играх (2006) сборная Катара завоевала золотые медали в соревнованиях по футболу. Также Катар выигрывал Кубок Персидского залива в 1992 и 2004 годах, в обоих случаях являясь страной-организатором. Национальная сборная Катара не пробивалась в финальную стадию чемпионата мира, а вот команда, составленная из игроков не старше 20 лет, стала второй на молодёжном чемпионате мира в 1981 году, уступив в финале сборной ФРГ.
В 2019 году сборная Катара добилась первого крупного международного успеха, одержав победу на Кубке Азии. Победа оказалась достаточно эффектной: катарцы одержали семь побед в семи матчах, забив 19 голов и пропустив при этом лишь однажды — в финальном матче против сборной Японии. Нападающий Алмоез Али стал лучшим бомбардиром и игроком турнира.
В рамках подготовки к домашнему чемпионату мира сборная Катара на правах приглашённого участника выступала на Кубке Америки 2019 года и двух Золотых кубках КОНКАКАФ в 2021 и 2023 годах.
На чемпионате мира 2022 года катарцы выступили неудачно, проиграв все три матча группового этапа командам Эквадора, Сенегала и Нидерландов. Первый и единственный гол команды на турнире забил нападающий Мохаммед Мунтари, поразивший ворота сборной Сенегала. Сборная Катара стала второй в истории страной-хозяйкой «мундиаля», не преодолевшей групповой этап турнира.

## Выступления на международных турнирах

### Чемпионат мира
- С 1978 по 2018 — не прошла квалификацию
- 2022 — групповой этап (32-е место)

### Олимпийские игры
- С 1972 по 1980 — не принимала участие
- 1984 — групповой этап
- 1988 — не прошла квалификацию
- 1992 — 1/4 финала
- С 1996 по 2020 — не прошла квалификацию

### Кубок Америки(приглашение)
- 2019 — групповой этап

### Золотой кубок КОНКАКАФ(приглашение)
- 2021 — 1/2 финала
- 2023 — 1/4 финала

### Кубок Азии

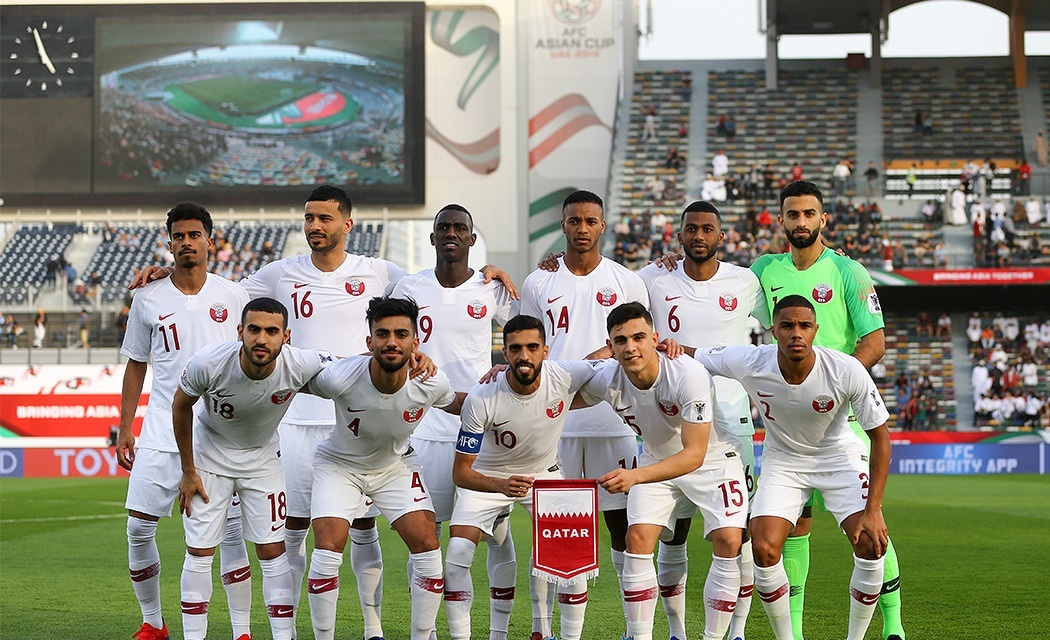
Сборная Катара на Кубке Азии 2019

- 1976 — не прошла квалификацию
- 1980 — групповой этап
- 1984 — групповой этап
- 1988 — групповой этап
- 1992 — групповой этап
- 1996 — не прошла квалификацию
- 2000 — 1/4 финала
- 2004 — групповой этап
- 2007 — групповой этап
- 2011 — 1/4 финала
- 2015 — групповой этап
- 2019 — чемпион
- 2023 — чемпион

### Азиатские игры
- 1974 — не принимала участие
- 1978 — 1-й групповой этап
- 1982 — не принимала участие
- 1986 — групповой этап
- 1990 — не принимала участие
- 1994 — групповой этап
- 1998 — четвертьфинал

### Кубок конфедераций[3]
- 1992—2017 — Не прошла квалификацию.

## Состав сборной
Следующие игроки были вызваны в состав сборной главным тренером Феликсом Санчесом Басом для участия в матчах Чемпионата мира 2022, который проходил в Катаре с 20 ноября по 18 декабря 2022 года.
Игры и голы приведены по состоянию на 29 ноября 2022 года:
| 1  | Вр  | Саад аль-Шиб          | 19 февраля 1990 (35 лет)   | 77  | 0  | Аль-Садд       |  |  |
| 21 | Вр  | Юсеф Хассан           | 24 мая 1996 (29 лет)       | 7   | 0  | Аль-Гарафа     |  |  |
| 22 | Вр  | Мешал Баршам          | 14 февраля 1998 (27 лет)   | 22  | 0  | Аль-Садд       |  |  |
|    |     |                       |                            |     |    |                |  |  |
| 2  | Защ | Педру Мигел           | 6 августа 1990 (34 года)   | 83  | 1  | Аль-Садд       |  |  |
| 4  | Защ | Мохаммед Ваад         | 18 сентября 1999 (25 лет)  | 23  | 0  | Аль-Садд       |  |  |
| 5  | Защ | Тарек Салман          | 5 декабря 1997 (27 лет)    | 59  | 0  | Аль-Садд       |  |  |
| 13 | Защ | Мусаб Хедер           | 1 января 1993 (32 года)    | 31  | 0  | Аль-Садд       |  |  |
| 14 | Защ | Хомам Ахмед           | 25 августа 1999 (25 лет)   | 32  | 2  | Аль-Гарафа     |  |  |
| 15 | Защ | Бассам Хишам аль-Рави | 16 декабря 1997 (27 лет)   | 59  | 2  | Аль-Духаиль    |  |  |
| 16 | Защ | Буалем Хухи           | 7 сентября 1990 (34 года)  | 108 | 20 | Аль-Садд       |  |  |
| 17 | Защ | Исмаил Мохаммад       | 5 апреля 1990 (35 лет)     | 72  | 4  | Аль-Духаиль    |  |  |
|    |     |                       |                            |     |    |                |  |  |
| 3  | ПЗ  | Абделькарим Хассан    | 28 августа 1993 (31 год)   | 133 | 15 | Аль-Садд       |  |  |
| 6  | ПЗ  | Абдулазиз Хатем       | 28 октября 1990 (34 года)  | 110 | 11 | Аль-Райян      |  |  |
| 8  | ПЗ  | Али Ассадалла         | 19 января 1993 (32 года)   | 60  | 12 | Аль-Садд       |  |  |
| 10 | ПЗ  | Хассан аль-Хаидос     | 11 декабря 1990 (34 года)  | 172 | 36 | Аль-Садд       |  |  |
| 12 | ПЗ  | Карим Будиаф          | 16 сентября 1990 (34 года) | 118 | 6  | Аль-Духаиль    |  |  |
| 20 | ПЗ  | Салим аль-Хаджри      | 10 апреля 1996 (29 лет)    | 22  | 0  | Аль-Садд       |  |  |
| 23 | ПЗ  | Ассим Мадибо          | 22 октября 1996 (28 лет)   | 45  | 0  | Аль-Духаиль    |  |  |
| 24 | ПЗ  | Наиф аль-Хадрами      | 18 июля 2001 (23 года)     | 1   | 0  | Аль-Райян      |  |  |
| 25 | ПЗ  | Джассем Габер         | 20 февраля 2002 (23 года)  | 0   | 0  | Аль-Араби Доха |  |  |
| 26 | ПЗ  | Мостафа Тарек Мешал   | 28 марта 2001 (24 года)    | 1   | 0  | Аль-Садд       |  |  |
|    |     |                       |                            |     |    |                |  |  |
| 7  | Нап | Ахмед Алаэльдин       | 31 января 1993 (32 года)   | 48  | 2  | Аль-Гарафа     |  |  |
| 9  | Нап | Мохаммед Мунтари      | 20 декабря 1993 (31 год)   | 51  | 14 | Аль-Духаиль    |  |  |
| 11 | Нап | Акрам Афиф            | 18 ноября 1996 (28 лет)    | 92  | 26 | Аль-Садд       |  |  |
| 18 | Нап | Халид Мунир           | 24 февраля 1998 (27 лет)   | 2   | 0  | Аль-Вакра      |  |  |
| 19 | Нап | Алмоез Али            | 19 августа 1996 (28 лет)   | 88  | 42 | Аль-Духаиль    |  |  |

## Форма

### Домашняя
| 2007 | 2010 | 2014 | 2016 | 2018 | 2020 | ЧМ-2022 | 2024—н. в. |

### Гостевая
| 2007 | 2010 | 2014 | 2016 | 2018 | 2020 | ЧМ-2022 | 2024—н. в. |

Источники:,